# Regi Blinker
Reginald Waldie Blinker (Paramaribo, 4 de julho de 1969), mais conhecido como Regi Blinker, é um ex-futebolista profissional surinamês naturalizado neerlandês, que atuava como ponta-esquerda.

## Carreira no clube
Nascido em Paramaribo, no Suriname, Blinker começou sua carreira no Feyenoord em 1986. Ele permaneceu no De Kuip por dez temporadas, incluindo uma emprestada ao FC Den Bosch, e formou uma eficiente parceria de ala com Gaston Taument (de 1991 a 1995, a dupla combinados para 61 gols na Eredivisie).
Em 4 de março de 1996, Blinker se juntou ao Sheffield Wednesday por 275 mil libras esterlinas, marcando dois gols em sua estreia, uma derrota fora de casa por 3-2 contra o Aston Villa. Ele foi suspenso pela FIFA por um período no final do ano, depois que foi descoberto que ele havia assinado pela Udinese Calcio sem informar a administração do Feyenoord e, posteriormente, assinado pelo clube inglês.
Em agosto de 1997, Blinker mudou-se para o Celtic em troca parcial de Paolo Di Canio como parte do infame acordo de 'comércio' do gerente geral do clube, Jock Brown, com o Sheffield Wednesday. Ele voltou a se juntar ao ex-técnico do Feyenoord, Wim Jansen, que havia sido nomeado no mês anterior, vencendo a Premier Division escocesa e a Copa da Liga Escocesa em sua primeira temporada e marcando 12 gols em 70 jogos oficiais.
Blinker voltou à Holanda no verão de 2000, assinando pelo RBC Roosendaal. Depois de sofrer o rebaixamento da primeira divisão para o último lugar, ele se juntou ao Sparta Rotterdam, tendo o mesmo destino; ele jogou pelos amadores Deltasport Vlaardingen por mais alguns anos, antes de se aposentar aos 37 anos.

## Carreira internacional
Blinker somou três internacionalizações pela seleção holandesa, enquanto estava no Feyenoord. Ele fez sua estreia em 24 de março de 1993, em uma vitória em casa por 6 a 0 sobre San Marino pelas eliminatórias para a Copa do Mundo da FIFA de 1994, onde jogou 70 minutos, em Utrecht.
Blinker fez sua última aparição quase um ano depois, em amistoso contra a Tunísia.

## Carreira pós-aposentadoria
Ao se aposentar, Blinker tornou-se editora de revistas de estilo de vida para o mundo do futebol profissional na Holanda, sendo a empresa chamada de Life After Football.